# Mirabel, Tarn-et-Garonne
Mirabel là một làng và xã ở tỉnh Tarn-et-Garonne trong vùng Tarn-et-Garonne, Pháp.